# Eudoxia Borisovna Yusupova
Eudoxia Borísovna Yusúpova (en cirílico ruso: Евдоки́я Бори́совна Юсу́пова; Moscú, 24 de abriljul./ 5 de mayo de 1743greg. - San Petersburgo, 27 de juniojul./ 8 de julio de 1780greg.) noble rusa duquesa de Curlandia y Semigalia al casarse con el duque Peter von Biron, el 6 de marzo de 1774 en  Mitau de quien se divorció al acusarlo de malos tratos el 27 de abril de 1778. El casamiento fue arreglado por Catalina II de Rusia para asegurar la buena relación entre Rusia y Curlandia.